# Eulophia leachii
Eulophia leachii là một loài thực vật có hoa trong họ Lan. Loài này được Greatrex ex A.V.Hall mô tả khoa học đầu tiên năm 1965.